# Helmut Jacob (Fußballspieler)
Helmut Jacob (* 13. August 1921; † Juli 1988 in Potsdam) war ein deutscher Fußballspieler, der in der DDR-Oberliga für Einheit Pankow und Einheit Ost Leipzig Erstligafußball spielte. Später arbeitete er an verschiedenen Stellen als Fußballtrainer.

## Sportliche Laufbahn
Jacob wurde im überregionalen Fußball in der DDR bekannt, als er in der Saison 1950/51 für die Betriebssportgemeinschaft (BSG) Chemie Zeitz in der zweitklassigen DDR-Liga spielte. In den 18 Punktspielen wurde er 15-mal aufgeboten und wurde mit seinen elf Treffern bester Torschütze seiner Mannschaft. 
Das machte ihn für die Ost-Berliner BSG Einheit Pankow interessant, deren im Sommer 1951 gegründete Fußballsektion zwar einige Aktiven des zuvor aus der DS-Oberliga abgestiegenen VfB Pankow übernehmen konnte, aber weitere Spieler zur Ergänzung des Kaders benötigte. Ohne sportliche Qualifikation war die BSG Einheit zur Saison 1951/51 auf Veranlassung der DDR-Führung zusätzlich in die Oberliga integriert worden, damit die „Hauptstadt der DDR“ neben Motor Oberschöneweide mit einer zweiten Mannschaft ihre sportliche Potenz nachweisen konnte. Jacob war von Beginn an Stammspieler der Pankower und wurde hauptsächlich als linker Außenläufer eingesetzt. Von den 36 ausgetragenen Punktspielen bestritt Jacob 28 Begegnungen, in denen er zweimal zum Torerfolg kam. Die Mannschaft der BSG Einheit erwies sich der Saison 1951/52 als nicht erstligatauglich und stieg als Tabellenletzter aus der Oberliga ab.
Nach einer Zwischenstation beim DDR-Ligisten BSG Chemie Wolfen, wo er in der Spielzeit 1952/53 14 Punktspiele bestritt und dabei vier Tore schoss, kehrte Jacob zur Saison 1953/54 noch einmal in die DDR-Oberliga zurück. Er schloss sich der BSG Einheit Ost Leipzig an, wo er am 10. Spieltag zum ersten Mal eingesetzt wurde. Danach bestritt er bis auf eine Ausnahme bis zum Saisonende alle Punktspiele, schoss ein Tor und spielte hauptsächlich als rechter Außenläufer. Anschließend beendete Jacob seine Laufbahn als Fußballspieler und wurde Fußballtrainer. 
Jacobs erste Trainerstation war die Sektion Fußball des SC DHfK Leipzig. Dort waren im Sommer 1954 zwei neue Fußballmannschaften gegründet worden, die innerhalb der Sporthochschule als Kaderschmiede für junge talentierte Fußballspieler dienen sollten. Beide Mannschaften wurden ohne sportliche Qualifikation in zwei Staffeln der 1954/55 dreiteiligen DDR-Liga eingegliedert, Jacob übernahm die Mannschaft SC DHfK II. Da keine der beiden Teams die erhofften Leistungen brachte und nach Abschluss der Hinrunde in der DDR-Liga im Mittelfeld dümpelten, wurde das Projekt als gescheitert angesehen und die Mannschaften aufgelöst. Jacob erhielt einen Posten im Trainerstab des Oberligisten SC Wismut Karl-Marx-Stadt.
Mit Beginn der Saison 1956 (bis 1960 waren die Spielzeiten dem Kalenderjahr angeglichen) übernahm Jacob das Traineramt der Oberligamannschaft von Rotation Babelsberg. Drei Jahre lang gelang es ihm, die Betriebssportgemeinschaft in der DDR-Oberliga zu halten, Willi Marquardt entwickelte er zum Nationalspieler. Jacob betreute die BSG Rotation auch noch zwei weitere Spielzeiten in der DDR-Liga. Von 1961 bis 1975 war er Bezirkstrainer in Ost-Berlin und gehörte zwischenzeitlich auch zum Trainerstab der DDR-Juniorennationalmannschaft. Seinen letzten Trainerposten bekleidete er von 1976 bis 1985 im Fußballnachwuchsbereich des Bezirks Potsdam.